# Combattant
Betta splendens
Pour les articles homonymes, voir Combattant (homonymie) et combattant (droit).
 (août 2012).
Si vous disposez d'ouvrages ou d'articles de référence ou si vous connaissez des sites web de qualité traitant du thème abordé ici, merci de compléter l'article en donnant les références utiles à sa vérifiabilité et en les liant à la section « Notes et références ».
Espèce
Statut de conservation UICN

 VU A2ace : Vulnérable
Le Combattant ou Combattant siamois (Betta splendens) est une espèce de poissons de la famille des Osphronemidae. Il est originaire des eaux douces tropicales de l'Asie du Sud-Est (Thaïlande, Indonésie, Cambodge, Viêt Nam, Laos et Malaisie). Il se nomme en Thaïlande ปลากัด (pla kat ; litt. poisson mordant). Cette espèce est très couramment élevée en captivité comme poisson d'aquarium un peu partout dans le monde. Des variétés domestiques existent dans différentes formes et couleurs. Dans ses pays d'origine, les mâles sont utilisés pour des combats d'animaux. En effet, ils peuvent se montrer très belliqueux entre eux et livrer des combats parfois mortels, c'est pourquoi ils sont maintenus dans des aquariums séparés. Un aquarium cubique d'au moins vingt litres est nécessaire ainsi que des plantes aquatiques et un chauffage pour aquarium, sa température doit rester de 24-26° contrairement à la croyance populaire qui conseille souvent 26-28° (dans son milieu naturel, la température varie entre 19 et 34° selon les saisons - Thaïlande, Indonésie, Malaisie). Comme pour toute espèce domestique, les aquariums de type boule sont à proscrire, certains pays européens les ont d'ailleurs interdits.

## Dans la nature

### Description du poisson sauvage

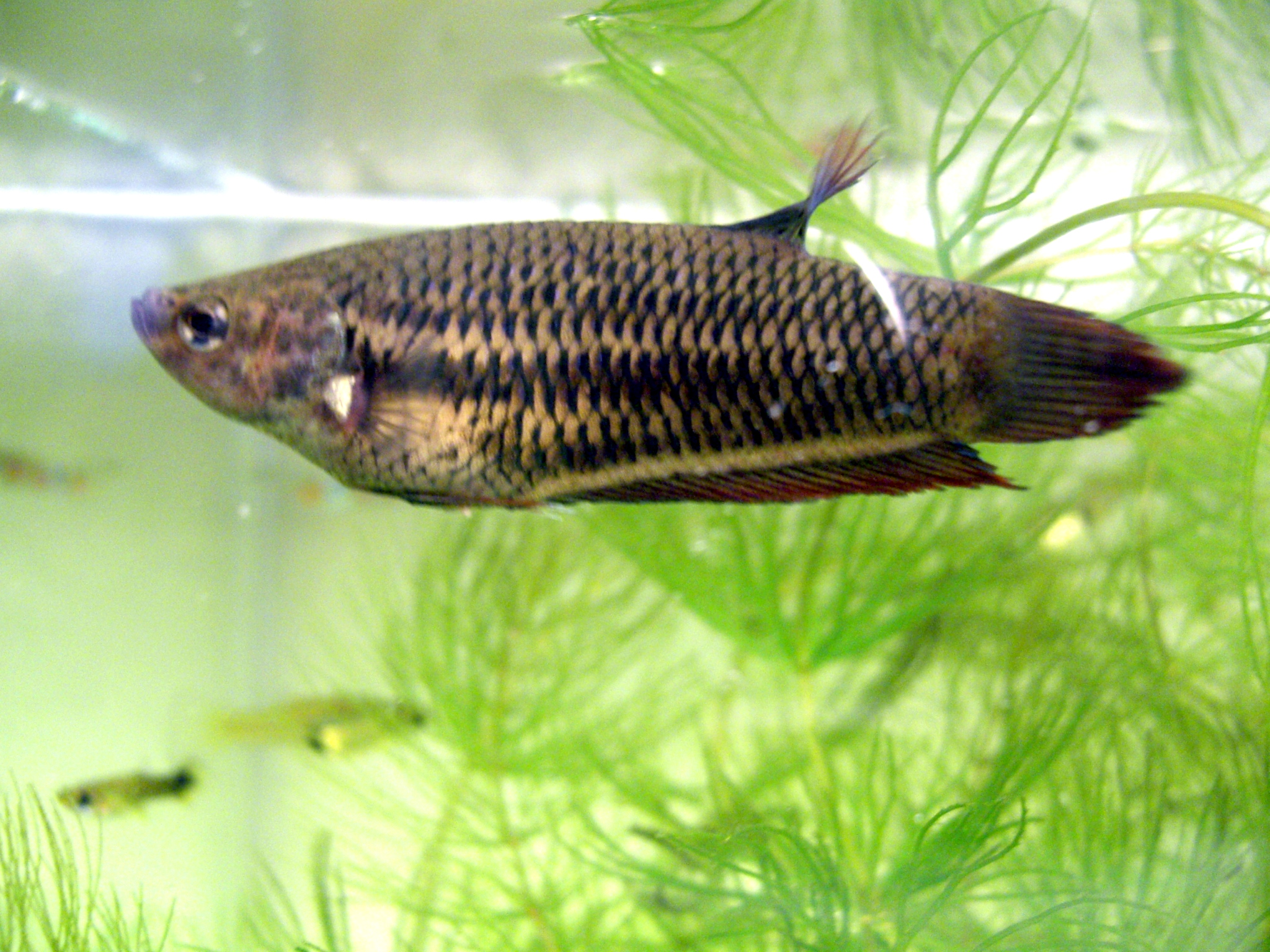
Combattant femelle, variété proche de la couleur naturelle.

À l'état sauvage, le combattant est une espèce qui mesure en moyenne 4 cm de long et plus rarement jusqu'à de 6,5 cm. La forme sauvage a des nageoires courtes et une couleur brunâtre, avec seulement quelques traces de vert ou de rouge. À l'origine, quand ils chassent un adversaire pour protéger leur territoire, ce ne sont pas des poissons qui combattent jusqu'à la mort. La variété sauvage ne fait que s'intimider en paradant, pour impressionner le congénère et le faire fuir, contrairement aux animaux sélectionnés pour le combat par les humains, qui peuvent aller parfois jusqu'à tuer une femelle.

### Distribution et habitat
Les poissons de combat siamois sont endémiques de la Thaïlande, en particulier du bassin du fleuve Chao Phraya qui s'étend sur une grande partie du centre du pays; cependant, leur aire de répartition naturelle s'étend dans tout le bassin du Mékong, y compris au Cambodge, au Laos et au Vietnam,,. On les trouve également dans toute la péninsule malaise voisine et dans les parties adjacentes de Sumatra, probablement en raison de l'introduction humaine. La popularité mondiale du betta a conduit à sa libération et à son établissement dans des zones tropicales similaires, notamment le sud-est de l'Australie, le Brésil, la Colombie, la République dominicaine, le sud-est des États-Unis et Singapour.
Partout où ils se trouvent, les poissons de combat siamois habitent généralement des plans d'eau peu profonds avec une végétation abondante, y compris des marais, des plaines inondables et des rizières. La prévalence historique de la riziculture en Asie du Sud-Est, qui a fourni un habitat idéal pour les bettas, a conduit à leur découverte et à leur domestication ultérieure par les humains. La combinaison de l'eau peu profonde et de la température élevée de l'air provoque une évaporation rapide des gaz, entraînant un déficit important d'oxygène dans l'habitat naturel du betta. Cet environnement a probablement conduit à l'évolution de l'organe labyrinthe semblable à un poumon, qui permet aux poissons de combat siamois - comme tous les membres du sous-ordre Anabantoidei - de respirer directement de l'air. Par la suite, les bettas peuvent vivre et même prospérer dans des environnements plus difficiles que les autres poissons d'eau douce, ce qui les laisse à leur tour avec moins de prédateurs et de concurrents naturels.
Le climat tropical de l'habitat naturel du betta est caractérisé par des fluctuations soudaines et extrêmes de la disponibilité de l'eau, de la chimie et de la température. Le pH de l'eau peut varier de légèrement acide (pH 6,9) à hautement alcalin (pH 8,2), tandis que les températures de l'air descendent aussi bas que 15 ° C (59 ° F) et augmentent jusqu'à 40 ° C (100 ° F). Par conséquent, les poissons de combat siamois sont hautement adaptables et durables, capables de tolérer une variété d'environnements difficiles ou toxiques; cela explique leur popularité en tant qu'animaux de compagnie, ainsi que leur capacité à coloniser avec succès des plans d'eau partout dans le monde.
Les bettas sauvages préfèrent vivre dans des plans d'eau grouillant de végétation aquatique et de feuillage superficiel, comme les feuilles mortes et les nénuphars. L'abondance de plantes offre une sécurité contre les prédateurs et un tampon entre les mâles agressifs, qui coexistent en revendiquant des sections denses de plantes comme territoire. Une telle végétation offre également une protection aux femelles pendant le frai et aux alevins pendant leurs stades les plus précoces et les plus vulnérables.

### Alimentation
Dans son milieu naturel, le combattant est un prédateur carnivore, il se nourrit de petites proies vivantes, comme les daphnies, artémias, vers de bananier et s'il est acheté en animalerie par flocons ou granulés.
En captivité, ce dernier doit suivre une alimentation carnée.

### Comportement et reproduction
Le combattant fait partie de la famille des labyrinthidés (actuellement Osphronemidae), c'est-à-dire qu'il possède un labyrinthe qui lui permet de venir respirer l'air en surface (c'est pour cela qu'il vit dans des eaux pauvres en oxygène).
C'est un poisson très territorial, ce qui lui a valu le nom de Combattant du Siam ou simplement Combattant. Les mâles peuvent se montrer très belliqueux entre eux et se livrer à des combats violents, pouvant aller jusqu'à la mort du vaincu. Ceci est dû uniquement à la sélection réalisée par les humains : les bettas actuels ont un déficit en sérotonine, fixée génétiquement par l'élevage depuis des millénaires (environ 6 000 ans, qu'ils sont élevés dans de larges coupelles, en sélectionnant les plus beaux et surtout les plus agressifs).
De ce fait, ils sont parfois très difficiles à reproduire, vu que les mâles sont capables de tuer également leurs femelles, faisant la confusion entre parader pour impressionner et attaquer pour tuer. L'humain l'a condamné à la solitude ; cela dit, il existe de plus en plus de Betta splendens au comportement plus souple, capables de vivre avec de petits poissons grégaires aux paramètres proches, le critère de combat étant délaissé petit à petit.
Les femelles sont dans l'ensemble plus ternes, même si de nos jours, on en rencontre de plus en plus colorées, très prisées par la sélection d'élevage. Leurs nageoires par contre restent plus courtes, même si certaines femelles de sélection commencent à avoir des voiles parfois presque aussi longues que celles de jeunes mâles.
Il existe une forme de mâle betta à voiles courts appelé Plakat. Un novice peut ne pas faire la distinction entre mâle à voiles courts et femelle, la différence majeure pour distinguer un mâle à voiles courts d'une femelle, quelle que soit sa forme d'origine, est qu'un mâle plakat possède une pointe très visible à la fin de sa nageoire ventrale (dite aussi nageoire anale), alors que chez les femelles, en général, c'est beaucoup plus arrondi.

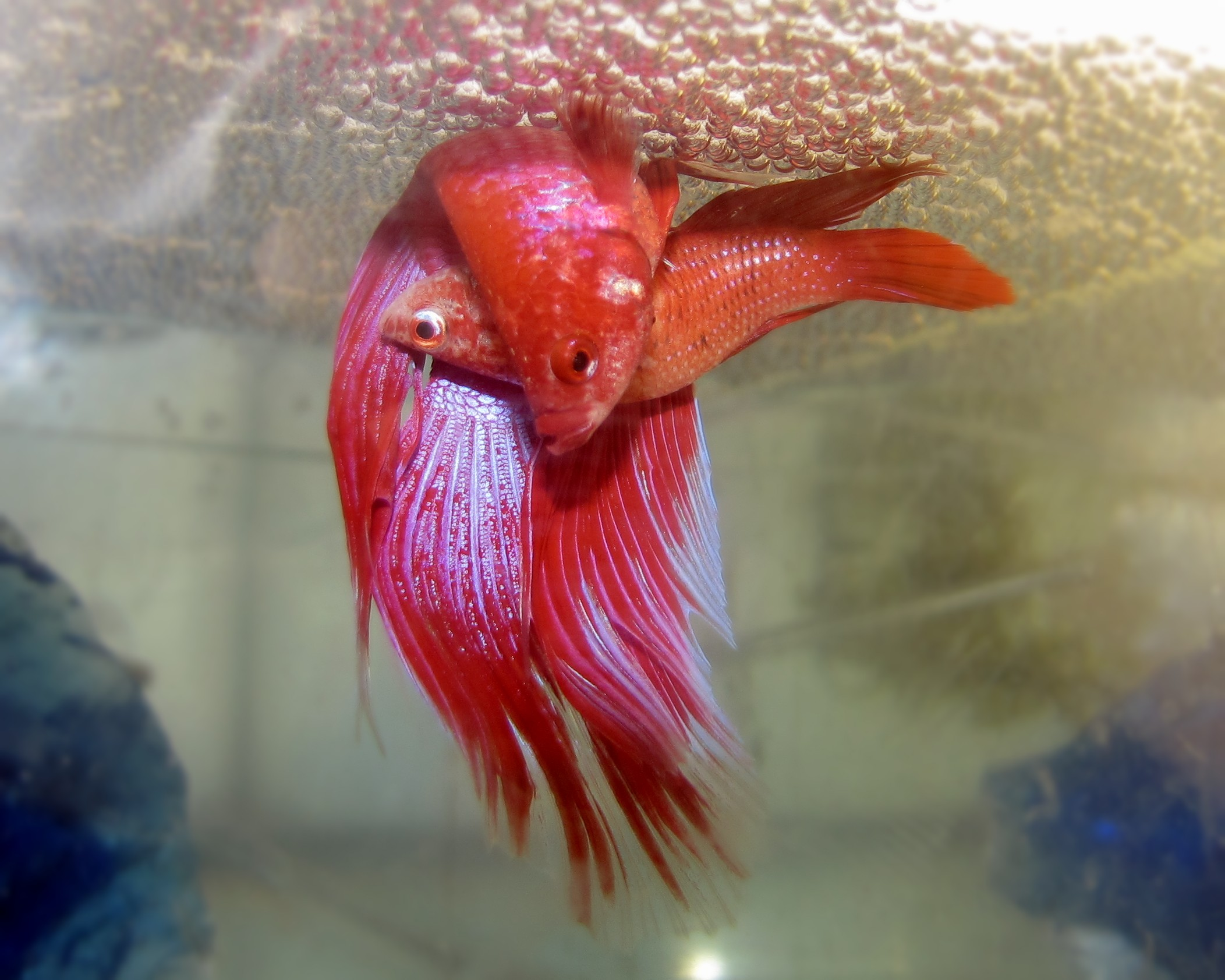
Le couple fraie sous un nid de bulles construit par le mâle. Celui-ci enlace la femelle et presse son ventre afin d'en expulser les œufs, tout en relâchant de la semence dans l'eau pour les féconder.

La période de reproduction chez les Betta splendens est stressante et peut fragiliser le mâle et la femelle. Le mâle construit un nid de bulles en choisissant de préférence un endroit où il y a de la végétation. Lorsque la femelle est prête à pondre, les bandes sur les flancs deviennent verticales (et non pas horizontales, signe de stress évident), la papille génitale blanche est bien visible, la femelle nage en se dandinant en "S" et baisse la tête, donnant ainsi au mâle le signal que la parade nuptiale peut commencer.
L'accouplement a lieu généralement après une période de courses-poursuites avec de fréquentes morsures aux nageoires selon la réactivité des partenaires. Puis, le mâle va se montrer plus doux et va attirer la femelle sous le nid avant de l'enlacer pour expulser les œufs de son ventre. Les œufs coulent vers le fond et le mâle doit rapidement les récupérer dans sa bouche et placer dans le nid avant que la femelle ne tente de les dévorer. La ponte peut durer trois ou quatre heures, avec de multiples enlacements.
Dès la fin de l’accouplement, le mâle chasse la femelle, considérée (avec raison) comme un danger pour la progéniture. Le mâle s'occupe seul du nid, mangeant les œufs non-fécondés ou morts et prenant soin des autres. Les œufs éclosent au bout de 36-48h d'incubation ; les nouveau-nés vont pendant les 3 à 4 premiers jours après leur éclosion résorber leur vésicule vitelline, incapables de nager, pendus la tête accrochée au nid de bulles et la queue vers le sol. Le mâle veillera sur eux et les récupérera s'ils coulent, jusqu'à ce que les petits atteignent la nage libre et s'éloignent du mâle avant qu'il ne prenne ses enfants pour des proies. Ils s'alimentent à leur tour de menues proies vivantes.
De la 3e à la 6e semaine de leur vie, le labyrinthe (organe de respiration auxiliaire des Osphronemidae) est en pleine formation chez les bébés. Ils sont alors très fragiles aux intempéries extérieures.
Après environ trois mois, les différenciations mâles/femelles sont distinctes et les combats pour conquérir leur territoire commencent entre mâles.
La durée de vie moyenne d'un combattant (espérance de vie) est de trois ans. S'il est robuste et dans de bonnes conditions, il peut même vivre jusqu'à environ 6 ans.

## Le combattant en captivité

### Domestication
C'est un poisson qui est très apprécié dans son pays d'origine, où des combats entre mâles sont organisés de la même manière que des combats de coqs. Les races et variétés de cette espèce sont considérées comme domestiques, notamment en droit français. C'est l'un des premiers poissons à avoir été domestiqué, il y a plus de 1 000 ans ce qui en a fait des poissons très familiers au contact de l'humain. Leur génétique et leur apparence sont d'ailleurs fortement affectés par plus d'un millénaire de sélection. Il est possible de leur apprendre, dans une certaine mesure, à réaliser quelques tours simples (passage dans un cerceau, sauter pour atteindre de la nourriture, slalom...), ils sont très réceptifs et observateurs, et requièrent un environnement stimulant pour ne pas mourir d'ennui, sans pour autant combattre.

### Maintenance et élevage
| Origine         | Asie du Sud-Est                   | Eau           | eau douce                                                                                               |
| Dureté de l'eau | jusqu'à 15 °GH                    | pH            | 6,4 à 7,6                                                                                               |
| Température     | 24-26 °C                          | Volume mini.  | 20 à 30 l pour les voiles long et 20 à 40 l pour les voiles cours et les femelles qui sont plus actifs. |
| Alimentation    | Nourriture vivante, granulés etc. | Taille adulte | 5-8 cm                                                                                                  |
| Reproduction    | Ovipare                           | Zone occupée  | Surface et milieu                                                                                       |
| Sociabilité     | territorial                       | Difficulté    | facile                                                                                                  |

#### Aquarium et cohabitation
Le combattant est surtout connu pour son caractère territorial et agressif. Pour se défendre, les mâles sont capables de s’entre-tuer au cours de longs et violents combats. Même si peu de preuves scientifiques existent à l'appui, certaines études suggèrent tout de même un certain degré de sociabilité pouvant dépendre du contexte environnemental de l'animal. En captivité, ces poissons sont généralement maintenus dans des bacs de petits volume (moins de 20 litres). De manière populaire, les groupes d'individus composés uniquement de plusieurs femelles peuvent cohabiter dans un même aquarium s'il est assez grand et suffisamment planté ; malgré tout certaines femelles peuvent se révéler très agressives. Le risque de combat violent diminue lorsque le groupe est plus nombreux, car la possibilité de fuite est plus grande. L'aquarium d'un combattant contient donc des plantes et de multiples cachettes.
Dans un très grand bac communautaire, un seul individu peut parfois cohabiter avec des espèces placides nécessitant des paramètres semblables qui lui ressemblent peu ou pas du tout en apparence. Il est préférable d'éviter celles ayant des couleurs vives qui attireraient son attention, celles trop curieuses et susceptibles de pincer ses nageoires fragiles, ou trop grosses pour écarter toute risque de prédation. Certaines espèces de crevettes aux couleurs ternes peuvent être ignorées par le combattant, mais certains individus n'accepteront aucune autre forme de vie dans leur habitat. Les escargots (planorbe, physe, neritina...) sont d'excellents colocataires pour un petit aquarium.
Les Guppys seront à éviter dans la plupart des cas car trop colorés et trop curieux, préférer des grands groupes de néon bleu ou autres petites espèces calmes.
Un bac communautaire n'est pas adapté pour sa reproduction car même des petites espèces sont capables de chasser ses alevins. Les couples ne seront formés qu'en période de reproduction, pour les quelques jours de parade nuptiale et le temps de la ponte.

#### Alimentation en captivité
Ce poisson a besoin d'une alimentation spécifique selon son stade de vie et de croissance. L'adulte accepte les petites proies congelées ou lyophilisées et les nourritures industrielles sèches ou de la viande rouge, mais il préfère la nourriture vivante tel que les daphnies, enchytrées, vers Grindall, drosophiles, larves de moustiques et artémias. Un alevin juste éclos se nourrit d'infusoires, de paramécies. À partir de la nage libre, celui-ci commence à se nourrir de nauplies d'artémias, plusieurs fois par jour, de micro vers et ce, jusqu'au stade adulte. À partir du stade adulte, le combattant peut recevoir uniquement des granulés spéciaux « combattant », des artémias, des vers de vase rouges. Il peut également se nourrir de beaucoup d'autres aliments, la liste n'étant pas exhaustive : le betta peut par exemple manger des alevins de guppys, ce qui permet une régulation de la population des guppys et un apport de nourriture vivante aux combattants. Il est important de varier la nourriture, toutefois les aliments de type flocon semblent à proscrire de son alimentation car ils gonflent dans l'estomac.
Il est mieux de varier l'alimentation dans la mesure du possible.
Éviter de donner trop d'aliments gras comme les Tubifex, ou constipant comme les vers de vase. Donner au Betta juste ce qu'il peut consommer en deux minutes, une fois par jour pour un adulte en maintenance.

#### Élevage

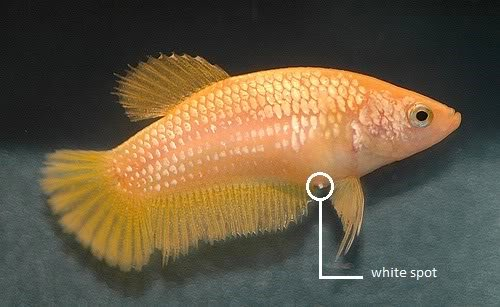
Femelle prête à pondre, dont la papille génitale est bien visible.

Il est envisagé uniquement avec des individus robustes pour éviter tout problème de santé au cours de cette période stressante.
Le mâle et la femelle sont placés dans un petit aquarium de 20 litres à 27 °C, et séparés par une vitre transparente ou un filet. Comme dans la nature (voir ci-dessus), le mâle construit un nid de bulles en choisissant de préférence un endroit où il y a de la végétation. Lorsque la femelle montre les signes qu'elle est prête à pondre en se dandinant en "S" et baisse la tête, la vitre de séparation est retirée. L'accouplement commence quelques heures ou quelques jours après la libération, généralement après une période de courses-poursuites avec de fréquentes morsures aux nageoires. Le moment venu, le mâle va attirer la femelle sous le nid avant de l'enlacer pour expulser les œufs qu'il met en lieu sûr dans le nid de bulles avant que la femelle ne tente de les dévorer. La ponte peut durer trois ou quatre heures.
Dès que le mâle chasse la femelle, elle est retirée de l'aquarium. Le mâle s'occupe alors seul du nid et des petits jusqu'à ce qu'ils nagent seuls. Le mâle est alors retiré de l'aquarium, avant qu'il ne prenne à son tour ses enfants pour des proies.

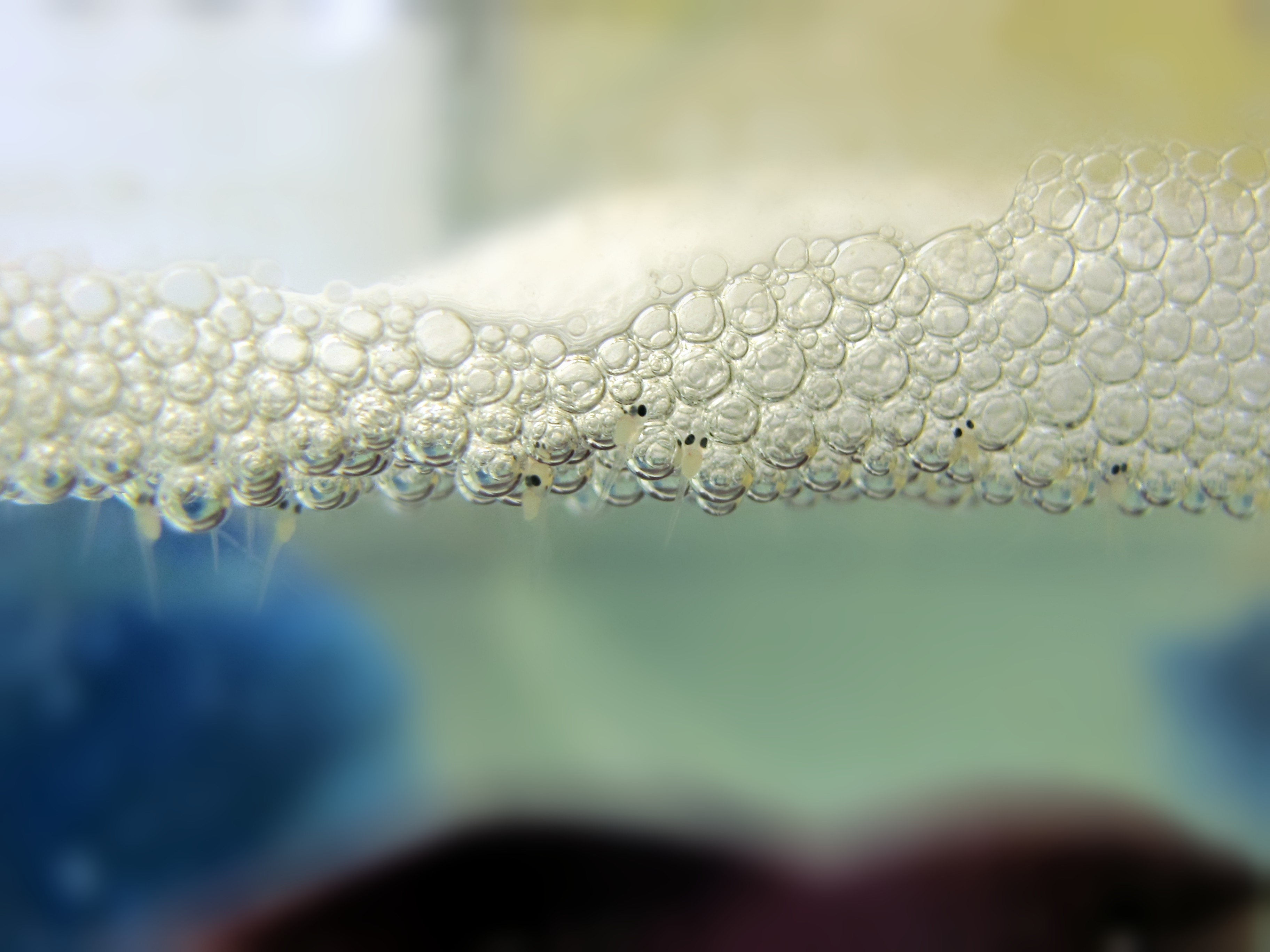
Alevins de 11 jours dans leur nid de bulles

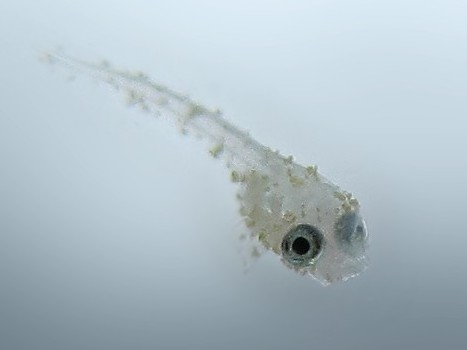
Un alevin de 11 jours, infesté par des micro parasites dOodinium

Les alevins seront nourris avec des microvers, des anguillules, du vinaigre et des nauplies d'artémias ; l'eau sera changée régulièrement pour diminuer la concentration de nitrites, nitrates, toxines et d'hormones de croissance produites par les alevins, qui ralentissent la croissance de leurs frères et sœurs.
De la 3e à la 6e semaine de leur vie, le labyrinthe (organe de respiration auxiliaire des Osphronemidae) est en pleine formation chez les bébés et est de fait très fragile. L'aquarium doit être placé dans un endroit chaud, pas trop sec et sans courants d'air ; ou bien il doit être fermé d'un couvercle et n'être que rarement ouvert. Un courant d'air intempestif peut parfois être fatal à toute une portée d'alevins en asséchant l'air ou en provoquant un trop grand écart de température entre l'air et l'eau : les alevins qui viendront respirer de l'air à cet instant abîmeront leur labyrinthe, les condamnant à la mort par asphyxie.
Après environ 3 mois, les différenciations mâles/femelles sont distinctes, et lorsque les premières nageoires commencent à être abîmées, les mâles sont séparés de l'aquarium, les femelles pouvant rester en communauté. La séparation temporaire d'une femelle en vue de reproduction compromet sa position dans le groupe. À son retour, elle risque de se faire tuer, car considérée comme une intruse. Il est donc préférable de la mettre à partir de ce moment dans un bac à part.
Maintenu dans de bonnes conditions, le combattant peut vivre environ 6 ans, et même plus.

#### Les variétés d'élevage
Le combattant mesure généralement entre 5 et 8 cm de long en captivité, mais une variété appelée "Giant" peut atteindre jusqu'à 12 cm.
Des concours de conformité aux standards (concours "de beauté") sont organisés de par le monde, entre autres sous l'égide de l'International Betta Congress, la référence mondiale d'élevage de Bettas, et notamment en France, par le Nord Betta Club, l'Association francilienne pour le Betta splendens et l'Auvergne Betta Club, ainsi que par La Communauté Internationale pour les Labyrinthidés-l’International Betta Splendens Club.
Le Betta splendens est catégorisé grâce aux formes de ses voiles, ayant chacune des standards pour concours. Les plus connus sont entre autres :
- les multiples formes des plakats (ou PK), qui sont caractérisées par des voiles courts.
- le queue-de-voile (ou QDV), qui est caractérisé par sa longue nageoire caudale qui tombe, souvent de forme inégale ;
- le halfmoon (ou HM), qui est caractérisé par sa nageoire caudale qui forme une demi lune à 180° (les spécimens possédant une ouverture de plus de 180° sont considérés comme over halfmoon ou OHM) ;
- le rosetail (ou feather tail) qui est caractérisé par une nageoire caudale ayant l'apparence d'une rose ;(sujet à polémique concernant la reproduction, les lignées de ces betta comportent souvent des tares)
- le crowntail (ou CT), qui est caractérisé par ses nageoires terminées par des pics ;
- le halfsun qui est un croisement encore peu travaillé entre des CT et HM ayant l’apparence d'un HM avec de fines dentelures sur les bords de la caudale ;
- le doubletail (ou DT), qui est caractérisé par une symétrie entre le haut et le bas du corps, et dont la nageoire caudale se divise en 2 ;
- le queue-de-peigne (ou QDP), qui est caractérisé par des nageoires frangées sur quelques millimètres ;
- l’elephant-ear, qui est caractérisé par des nageoires pectorales surdimensionnées ;

Outre la forme des voiles et la couleur du poisson, les concours prennent en compte l'uniformité de la longueur des voiles, la courbe du dos, des défauts d'écaillure…
Le combattant le plus connu et représentatif de l'espèce, en animalerie, est certainement le queue-de-voile.

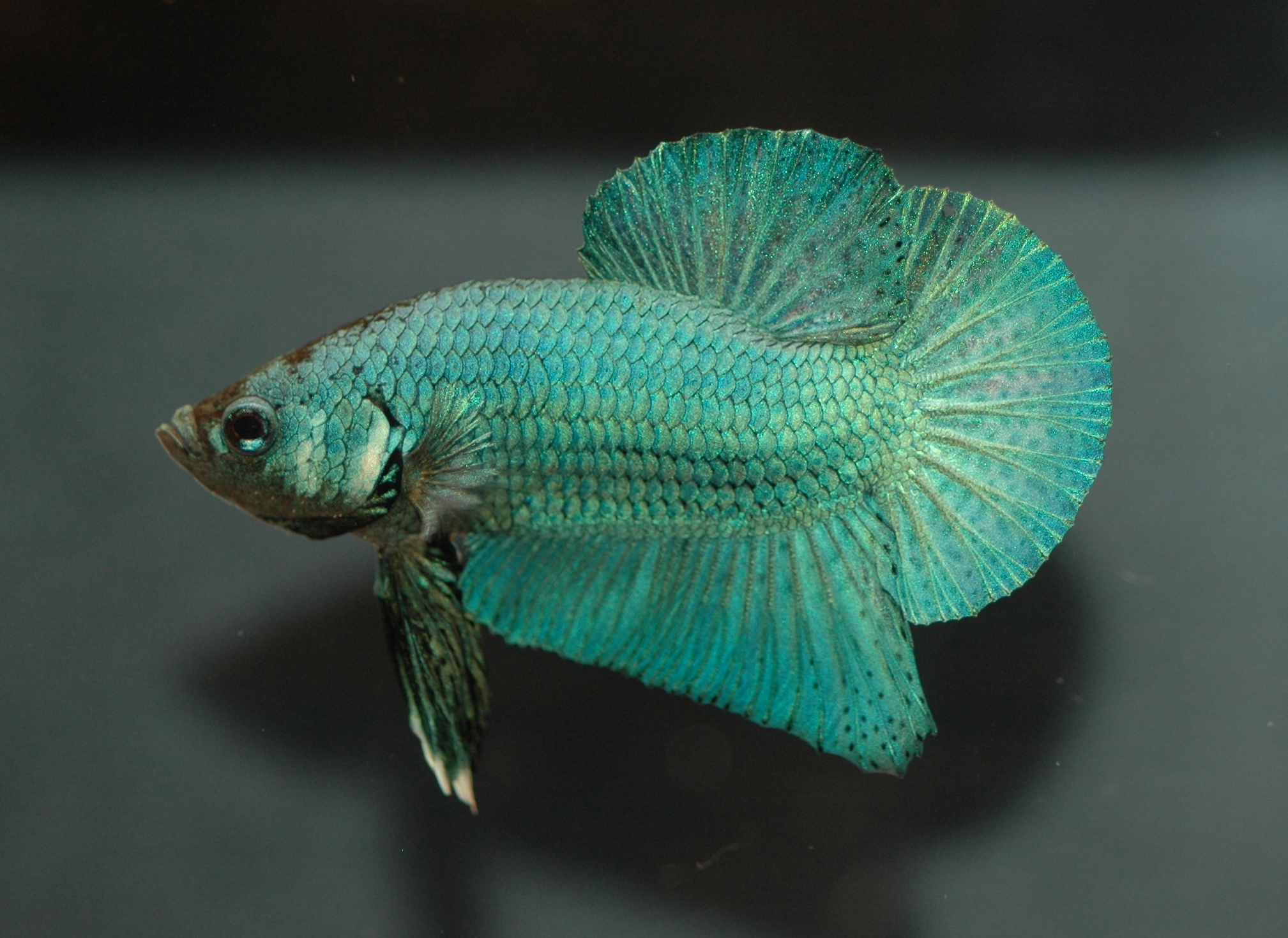
Forme plakat traditionnel (à nageoires courtes)
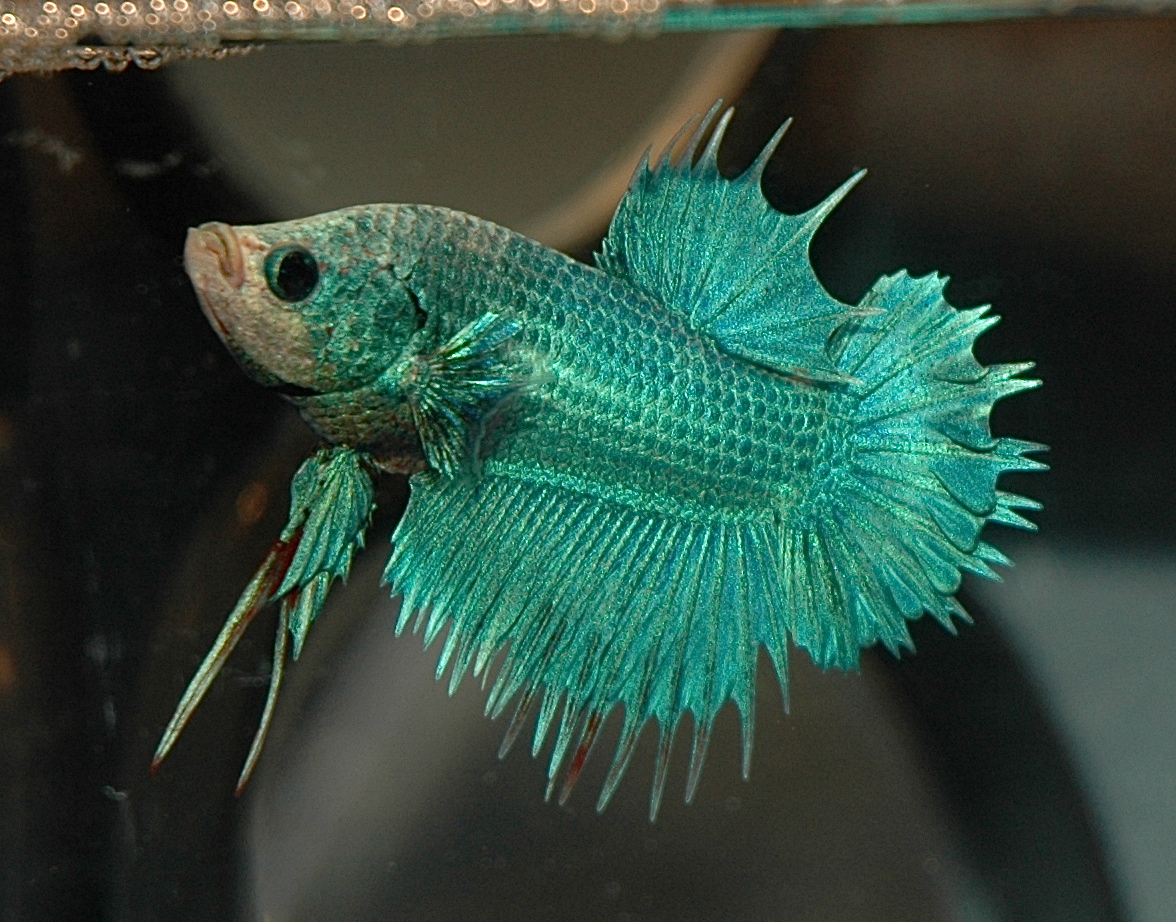
Variété plakat crowntail
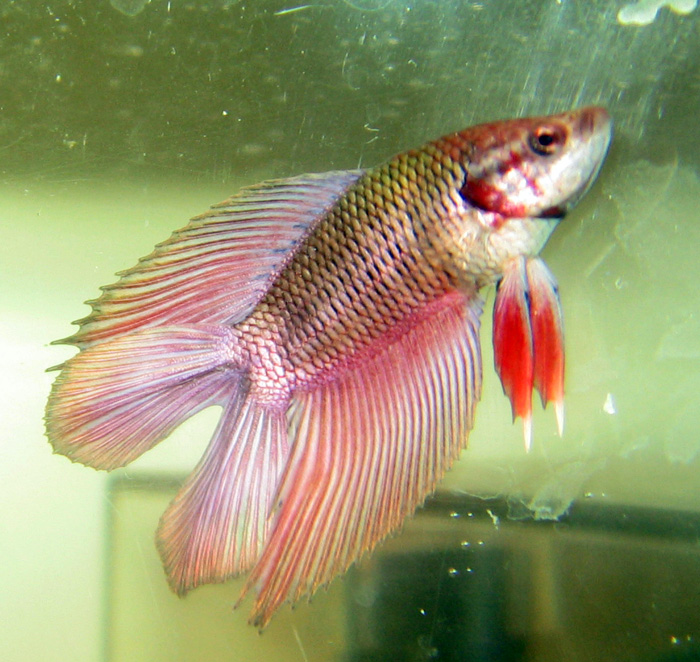
Variété double-tail
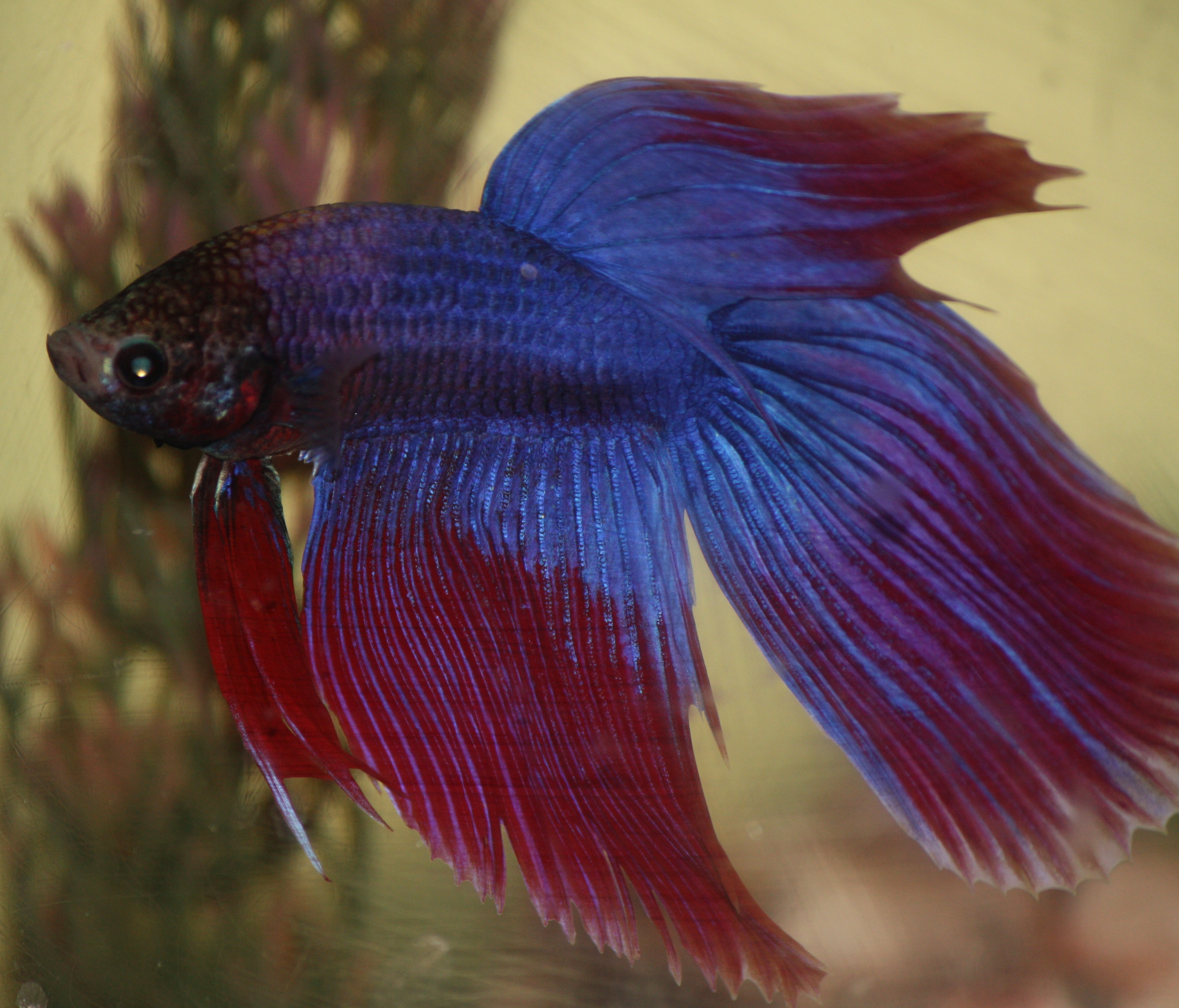
Forme queue-de-voile (à nageoires longues)
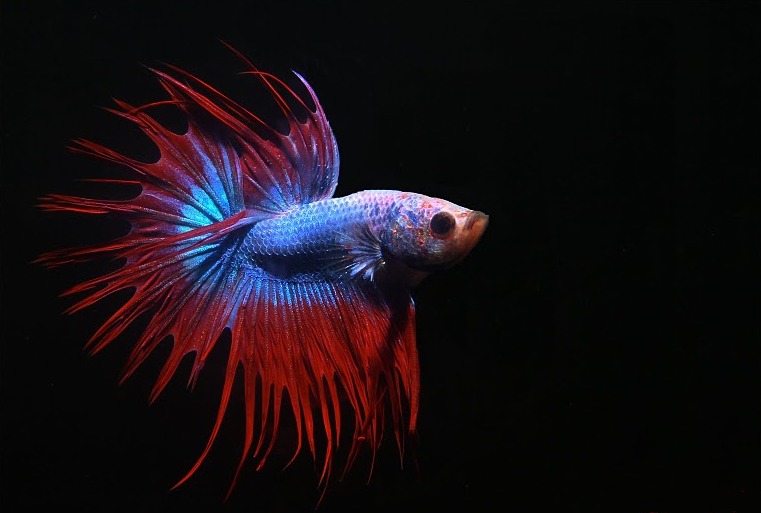
Variété queue-de-voile crowntail
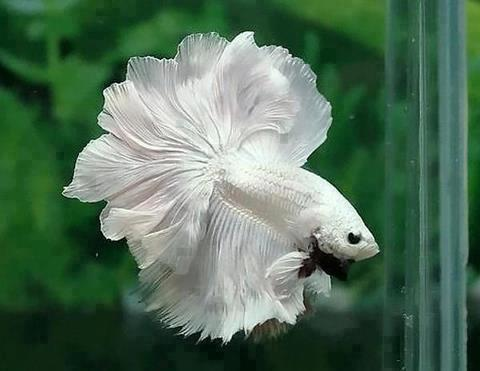
Variété Rosetail
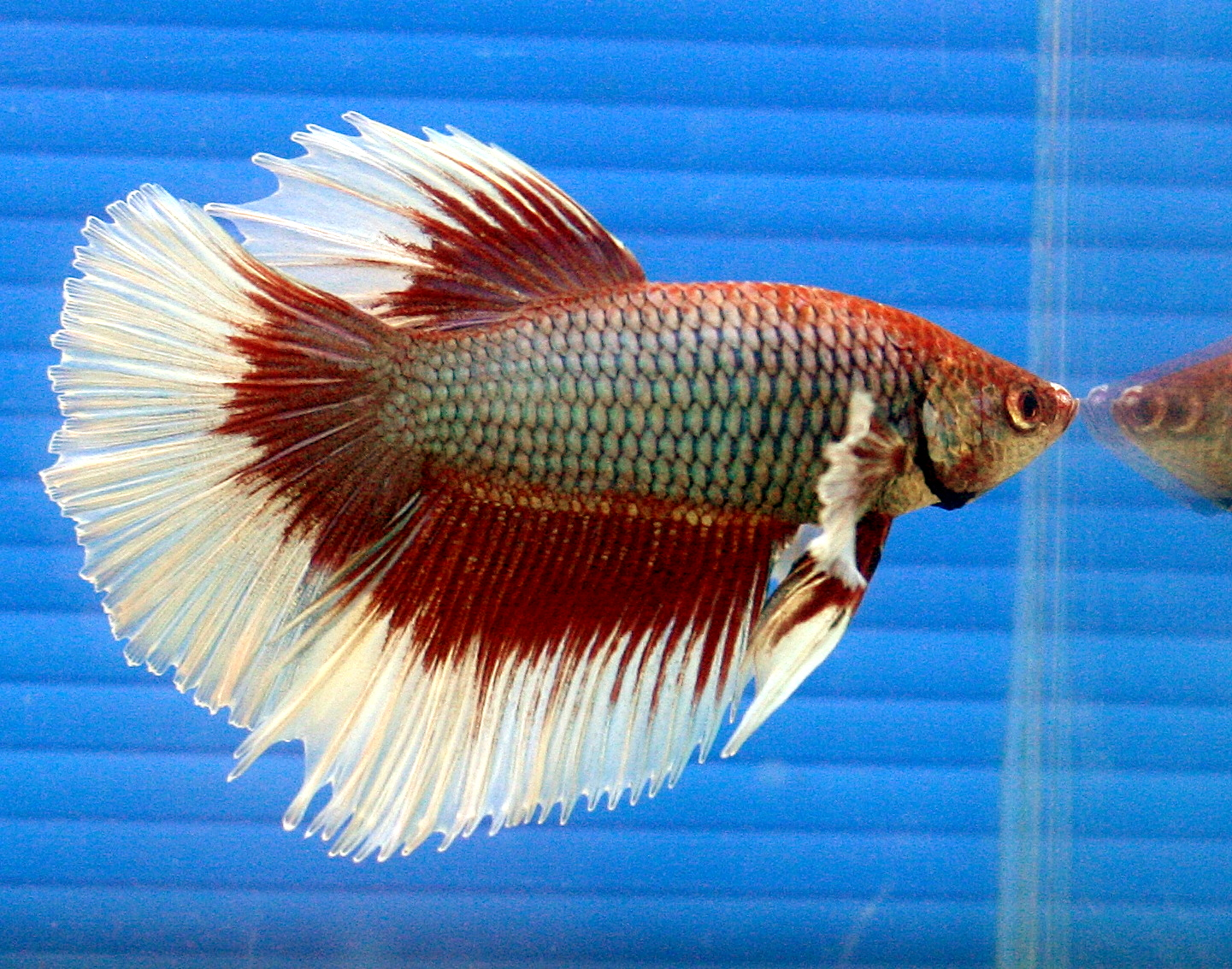
Variété half moon
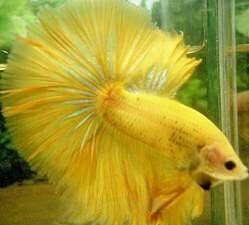
Variété yellow half moon
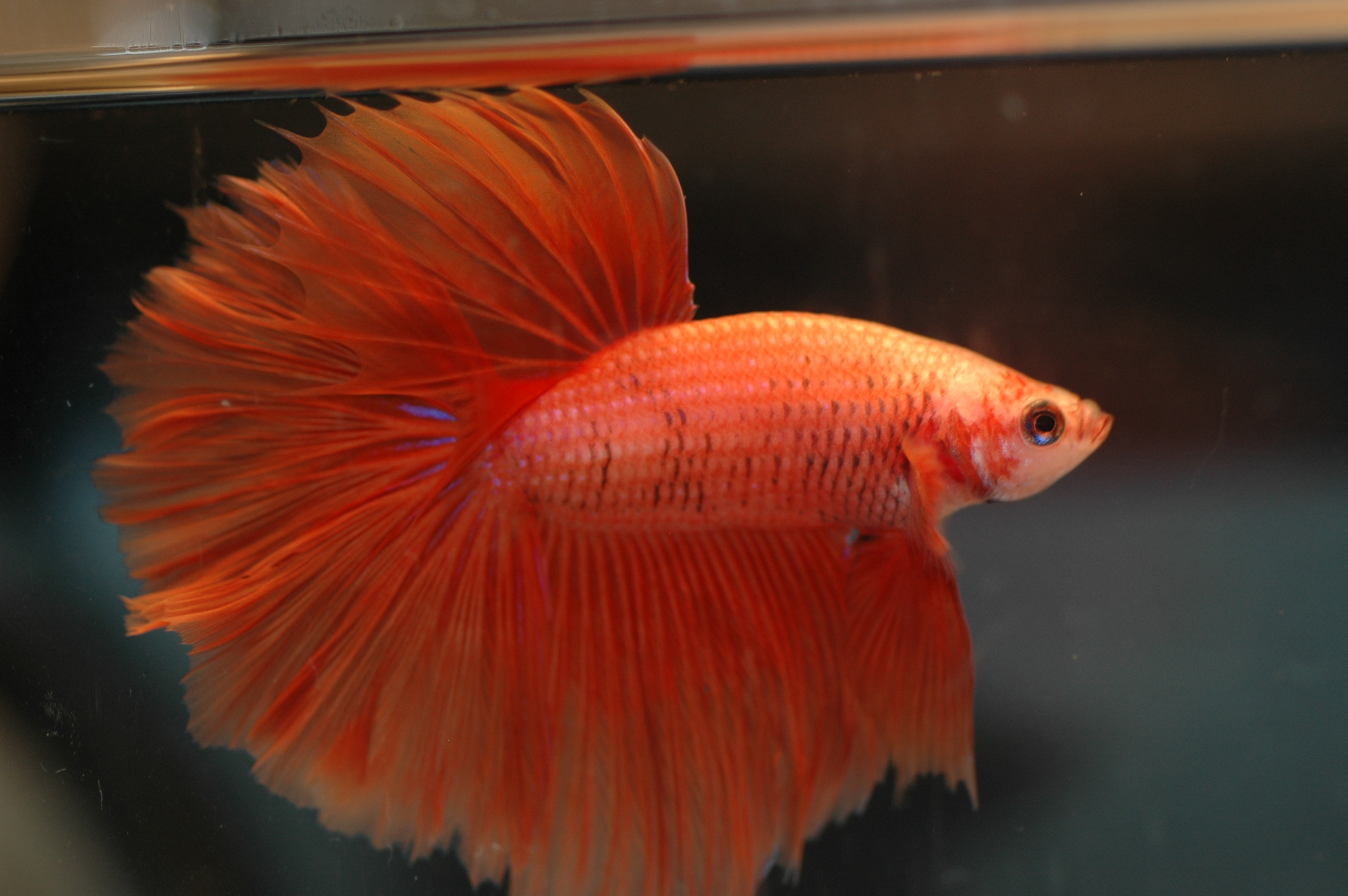
Variété orange half moon
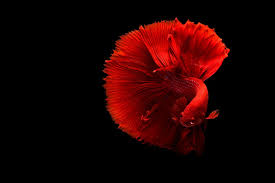
Variété red half moon

### Le combattant dans la culture

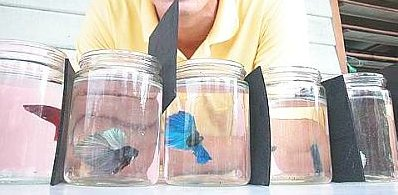
Démonstration de force entre deux mâles.

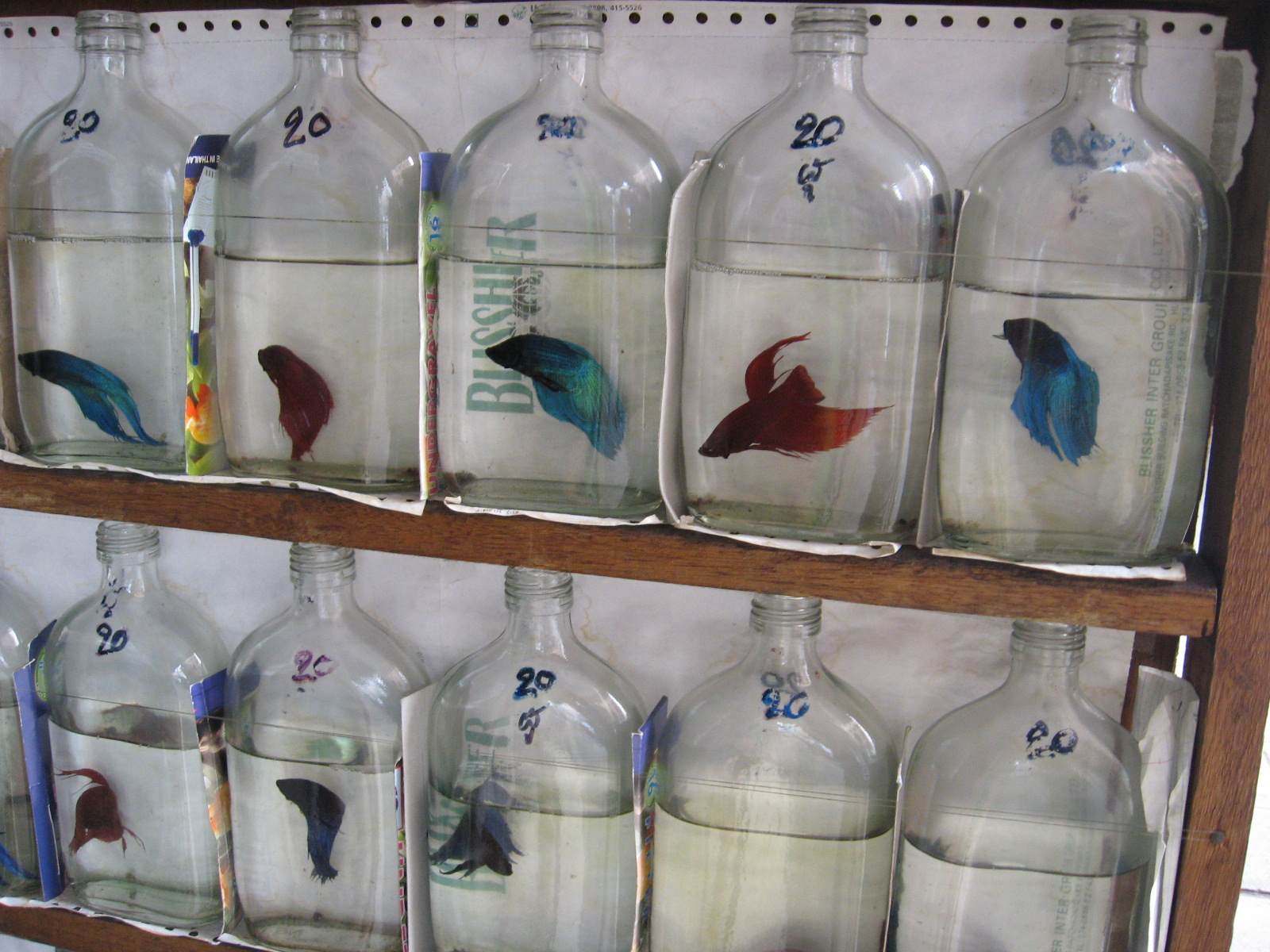
Commerce de poissons combattants à Bangkok, 2010

Il est l'un des emblèmes nationaux de la Thaïlande où il est élevé sélectivement depuis plus de 6 siècles.
D'abord selon des critères d'agressivité car des paris sont organisés sur l'issue de combat entre mâles.
Puis dans un second temps, les critères de sélection seront plus orientés sur la beauté du poisson, notamment ses couleurs et la longueur de ses nageoires, de cette deuxième sélection sont originaires les combattants destinés aux aquariums.

## Taxonomie
Le nom valide complet (avec auteur) de ce taxon est Betta splendens Regan, 1910.

## Publication originale
- (en) C. T. Regan (1910), « The Asiatic fishes of the family Anabantidae. », Proceedings of the Zoological Society of London 1909., no 4,‎ 9 novembre 1909, p. 767-787, Pls. 77-79, article no 2.